# Jakša Hodak
Jakša Hodak-Jaki (Dubrovnik, 26. listopada 1957.) tijekom Domovinskog rata je bio zapovjednik obrane isturenog obrambenog položaja u selu Sustjepan na zapadnom ulazu u grad Dubrovnik.

## Životopis
Jakša Hodak je rođen u Dubrovniku, a živio i radio je u Zagrebu. Početkom napada na Dubrovnik u listopadu 1991. godine priključio se obrani grada te već početkom studenog iste godine postao zapovjednik na najtežem uporišnom položaju obrane Dubrovnika u selu Sustjepan. Ovim položajem Jakša Hodak je zapovjedao sve do 26. svibnja 1991. godine kada je njegova postrojba iz obrambenih prešla u djelovanja čišćenja dubrovačkog zaleđa. Nakon toga dana Hodak je postao zapovjednik 2. satnije, 2 pješačke bojne, 163. brigade HV, a ubrzo nakon toga mu je zbog izuzetne hrabrosti dodijeljen čin bojnika Hrvatske vojske. Nakon ranjavanja Jakša Hodak postaje časnik za informiranje pri zapovjedništvu Južnog bojišta.